# أليكس أوليفيرا (لاعب كرة قدم مواليد 1978)
أليكس أوليفيرا (17 يونيو 1978 في كامبيناس في البرازيل – )؛ هو لاعب كرة قدم سابق كان يلعب كمدافع.

## وصلات خارجية
- أليكس أوليفيرا على موقع رابطة كرة القدم اليابانية للمحترفين (اليابانية)
- أليكس أوليفيرا على موقع دوري كوريا الجنوبية (الإنجليزية)
- أليكس أوليفيرا على موقع عالم كرة القدم.نت (الإنجليزية)